# 高英傑
高 英傑（こう えいけつ、カオ・インチェ、Ying-Chieh Kuo, 1955年10月20日 - ）は、台湾の嘉義県嘉義市出身の元プロ野球選手（投手、外野手）。左投左打。

## 来歴・人物
台湾の東亜高工（現・東呉工家）、台北体専、空軍を経て、李来発と共に1980年に練習生として合作金庫から南海ホークスに入団。
李ともども、台湾球界では幼少時より活躍し、当時左腕投手が欠乏（1980年には高を含め4名しか在籍していなかった）していた南海では貴重な左の速球投手で、主にカーブ、シュート、フォークボール、チェンジアップを武器としていた。打者としても台湾球界では「王貞治二世」の異名をとった強打者であった。日本入り当初は豪速球を投げる左腕と噂されたものの、制球力を向上させるためにノーワインドアップにフォームを改造したところ、持ち味の荒々しさがなくなってしまった。当時は外国人枠が一軍登録2名以内と現在よりも厳しく、なかなか一軍昇格の機会は訪れなかったが、7月に王天上が退団・帰国すると、代わって支配下登録され、早速一軍入りを果たした。
同年は6試合に登板し（うち先発登板は3試合）、3勝1敗の成績を挙げた。なお、その年南海の左腕投手があげたのは合計5勝のみであった。
1981年には1試合に登板したが、シーズン途中で肩を故障し、打者に転向。早速一軍でも30試合に出場し、打率.180ながら日本での唯一の本塁打を記録。1982年は31試合に出場し、打率.243、3打点。1983年はジム・ライトル、李と3人で2枠の外国人枠を争う形となったが、この年9試合で打率.083に終わり、オフに李共々退団し、帰国した。なお、この年ウエスタンリーグの打点王となる。
帰国後は指導者として活躍。ナショナルチームのコーチを務め、郭李建夫を指導し、李が監督を務めた1992年バルセロナオリンピックでの銀メダル獲得に貢献。その後もコーチとして活躍を続け、王建民を育てた。その後は台北市立体育学院の監督を務めた。
2014年5月29日、中華職業棒球大聯盟（CPBL）の中信兄弟の最高顧問に就任。
2021年1月28日、中信兄弟の董事長に就任。

## 詳細情報

### 年度別投手成績
| 年 度    | 球 団    | 登 板 | 先 発 | 完 投 | 完 封 | 無 四 球 | 勝 利 | 敗 戦 | セ 丨 ブ | ホ 丨 ル ド | 勝 率 | 打 者 | 投 球 回 | 被 安 打 | 被 本 塁 打 | 与 四 球 | 敬 遠 | 与 死 球 | 奪 三 振 | 暴 投 | ボ 丨 ク | 失 点 | 自 責 点 | 防 御 率 | W H I P |
| -------- | -------- | ----- | ----- | ----- | ----- | -------- | ----- | ----- | -------- | ----------- | ----- | ----- | -------- | -------- | ----------- | -------- | ----- | -------- | -------- | ----- | -------- | ----- | -------- | -------- | ------- |
| 1980     | 南海     | 6     | 3     | 1     | 0     | 0        | 3     | 1     | 0        | --          | .750  | 108   | 26.2     | 25       | 8           | 5        | 0     | 1        | 10       | 0     | 0        | 15    | 13       | 4.39     | 1.13    |
| 1981     | 南海     | 1     | 0     | 0     | 0     | 0        | 0     | 0     | 0        | --          | ----  | 5     | 1.0      | 0        | 0           | 2        | 0     | 0        | 3        | 1     | 0        | 0     | 0        | 0.00     | 2.00    |
| 通算:2年 | 通算:2年 | 7     | 3     | 1     | 0     | 0        | 3     | 1     | 0        | --          | .750  | 113   | 27.2     | 25       | 8           | 7        | 0     | 1        | 13       | 1     | 0        | 15    | 13       | 4.23     | 1.16    |

### 年度別打撃成績
| 年 度     | 球 団     | 試 合 | 打 席 | 打 数 | 得 点 | 安 打 | 二 塁 打 | 三 塁 打 | 本 塁 打 | 塁 打 | 打 点 | 盗 塁 | 盗 塁 死 | 犠 打 | 犠 飛 | 四 球 | 敬 遠 | 死 球 | 三 振 | 併 殺 打 | 打 率 | 出 塁 率 | 長 打 率 | O P S |
| --------- | --------- | ----- | ----- | ----- | ----- | ----- | -------- | -------- | -------- | ----- | ----- | ----- | -------- | ----- | ----- | ----- | ----- | ----- | ----- | -------- | ----- | -------- | -------- | ----- |
| 1980      | 南海      | 7     | 0     | 0     | 0     | 0     | 0        | 0        | 0        | 0     | 0     | 0     | 0        | 0     | 0     | 0     | 0     | 0     | 0     | 0        | ----  | ----     | ----     | ----  |
| 1981      | 南海      | 30    | 64    | 61    | 3     | 11    | 1        | 1        | 1        | 17    | 5     | 1     | 0        | 0     | 0     | 3     | 0     | 0     | 16    | 0        | .180  | .219     | .279     | .497  |
| 1982      | 南海      | 31    | 78    | 74    | 4     | 18    | 3        | 0        | 0        | 21    | 3     | 1     | 4        | 0     | 1     | 3     | 0     | 0     | 11    | 3        | .243  | .269     | .284     | .553  |
| 1983      | 南海      | 9     | 12    | 12    | 0     | 1     | 0        | 0        | 0        | 1     | 0     | 0     | 0        | 0     | 0     | 0     | 0     | 0     | 2     | 1        | .083  | .083     | .083     | .167  |
| 通算：4年 | 通算：4年 | 77    | 154   | 147   | 7     | 30    | 4        | 1        | 1        | 39    | 8     | 2     | 4        | 0     | 1     | 6     | 0     | 0     | 29    | 4        | .204  | .234     | .265     | .499  |

### 記録
- 初登板：1980年8月11日、対ロッテオリオンズ後期7回戦（川崎球場）、8回裏から4番手で救援登板・完了、1回無失点
- 初勝利：1980年8月13日、対近鉄バファローズ後期3回戦（大阪球場）、5回表1死から2番手で救援登板・完了、4回2/3を4失点（自責点3）
- 初先発登板：1980年8月17日、対ロッテオリオンズ後期10回戦（大阪球場）、5回0/3を6失点（自責点5）で敗戦投手
- 初先発勝利・初完投勝利：1980年10月5日、対近鉄バファローズ後期12回戦（日本生命球場）、9回2失点
- 野手として初出場：1981年6月9日、対阪急ブレーブス前期6回戦（大阪球場）、8回裏に岩木哲の代打として出場
- 初打席・初安打・初打点：同上、関口朋幸から適時打
- 初先発出場：1981年6月19日、対日本ハムファイターズ前期12回戦（後楽園球場）、6番・左翼手で先発出場
- 初本塁打：1981年6月28日、対阪急ブレーブス前期11回戦（大阪球場）、2回裏に今井雄太郎からソロ

### 背番号
- 30 （1980年 - 1983年）